# アニサン劇場
『アニサン劇場』（アニサンげきじょう）は、2015年10月より12月までTOKYO MXにて放送されたテレビアニメ枠の名称である。

## 概要
小学館が発行する『週刊少年サンデー』では2014年から翌年にかけて、連載中の漫画作品の単行本特装版の付録としてOVAを収録したDVDを添付する『アニサンプロジェクト』が展開された。本枠ではこのプロジェクトでアニメ化された7作品のうち、4作品をそれぞれ3週連続で放映する。

## 作品リスト
| 放送日                    | 作品名                                  | 原作者                         | 監督     | アニメーション制作     | 備考 |
| ------------------------- | --------------------------------------- | ------------------------------ | -------- | ---------------------- | ---- |
| 2015年10月7日 - 10月21日  | 今際の国のアリス                        | 麻生羽呂                       | 橘秀樹   | SILVER LINK. / CONNECT |      |
| 2015年10月28日 - 11月11日 | 姉ログ 靄子姉さんの止まらないモノローグ | 田口ケンジ                     | 市村徹夫 | ブレインズ・ベース     |      |
| 2015年11月18日 - 12月2日  | ノゾ×キミ                               | 本名ワコウ                     | 神保昌登 | ZEXCS                  |      |
| 2015年12月9日 - 12月23日  | ファンタジスタ ステラ                   | 草場道輝、本田圭佑（原案協力） | 高橋秀弥 | XEBEC                  |      |

## 主題歌
『天手古舞』（『姉ログ』『ノゾ×キミ』オープニングテーマ）
作詞・作曲 - ユカ / 編曲 - 野間康介 / 歌 - みみめめMIMI
『NEXTAGE』（『今際の国のアリス』『ファンタジスタ ステラ』オープニングテーマ）
作詞 - Mio Aoyama / 作曲 - 丸山真由子 / 編曲 - 清水武仁 / 歌 - i☆Ris

## 放送局
| 放送期間                 | 放送時間                     | 放送局       | 対象地域 | 備考             |
| ------------------------ | ---------------------------- | ------------ | -------- | ---------------- |
| 2015年10月7日 - 12月23日 | 水曜 1:05 - 1:35（火曜深夜） | TOKYO MX     | 東京都   |                  |
| 2016年1月8日 -           | 金曜 22:00 - 22:30           | アニマックス | 日本全域 | リピート放送あり |